# Marcia Gilbert de Babra
Marcia Leonor Gilbert Baquerizo, conocida como Marcia Gilbert de Babra, (Guayaquil, 30 de junio de 1939) es una ecuatoriana psicopedagoga, educadora, catedrática de varias universidades de Guayaquil y actual Canciller de la Universidad Casa Grande. Reconocida por su trabajo con niños, adolescentes y adultos con capacidades especiales, así como de la creación de la Fundación de Asistencia Psicopedagógica para Niños, Adolescentes y Adultos con Discapacidad Intelectual Fasinarm.

## Trayectoria
Gilbert estudió educación secundaria en la escuela de monjas St. Josephs Academy en los Estados Unidos y obtuvo su bachillerato en 1957. Al año siguiente, en 1958, estudió Tecnología Médica en Nueva York. Posteriormente, cursó estudios de francés en París lugar en donde conoció a su actual esposo chileno. A partir de 1964, se formó en la Universidad Católica de Guayaquil en la Escuela de Formación Psicopedagógica, donde se especializó en psicología y psicopedagogía. Obtuvo su título de educadora especializada en infancia inadaptada con la tesis "El Racismo y la interacción racial en grupos de adolescentes delincuentes" que fue publicado en los Cashiers Psico-Pedagogiques.
En 1965 trabajó cinco meses como educadora en el centro Areram (Association pour la reeducation Psychomotrice des Enfants et pour la Readaptation Professionnelle des travailleurs atteintsw de Deficience Psycho-Motrice) de París.
Fue profesora de investigación del Programa de Pedagogía Terapéutica de la Escuela de Tecnología Médica de la Universidad de Guayaquil. En 1966, aportó a la creación de la Fundación de Asistencia Psicopedagógica para Niños, Adolescentes y Adultos con Discapacidad Intelectual Fasinarm, y además fue fundadora y canciller de la Universidad Casa Grande la cual empezó como una escuela de comunicación y fue a finales de los noventa que se convirtió en universidad. En varios gobiernos del Estado, Gilbert fue invitada a formar parte del gabinete ministerial en educación y bienestar social, aunque ella siempre se negó por discrepancias ideológicas.
El presidente León Febres Cordero tomó la decisión de nombrarla como Ministro de Bienestar Social en 1986 pero ella lo negó ya que no podría dejar a su hija y esposo en Guayaquil.
Fue parte del Concejo Cantonal de Guayaquil.
También participó en la creación de la Dirección de Acción Social y Educación del Municipio de Guayaquil (DASE) y el programa educativo Aprendamos, el cual lleva al aire más de diez años.

## Trabajos desarrollados
- "Mejoramiento de la calidad de vida del deficiente mental".[5]
- "La influencia de los padres en los servicios para sus hijos discapacitados" presentado en el II Congreso Interamericano sobre deficiencia mental celebrado en Buenos Aires.[5]
- "Nuevo Rol y ámbito de acción del Innfa"presentado en el IX Congreso Mundial de la Liga Internacional de Asociaciones en favor de las personas con deficiencia mental.[5]
- "Defensa del niño mediante la movilización social" como ponencia para el II Congreso Latinoamericano sobre maltrato al menor celebrado en Guayaquil.[5]

## Reconocimientos
Por medio de la educación especial ha recibido varios premios nacionales e internacionales, entre estos últimos merece destacarse el premio al Voluntariado otorgado por los compañeros de las Américas en Washington D. C. y la designación de una escuela pública en Guayaquil con su nombre.
En 2011, Gilbert fue reconocida como la mujer del año en emprendimiento social por parte de la Revista Educación. Además, el 9 de octubre de ese mismo año, recibió la Presea Municipalidad de Guayaquil, una medalla como homenaje a su trayectoria profesional en la sesión solemne llevada a cabo por parte del Concejo Cantonal de Guayaquil.